# Max e Ruby
Max e Ruby è una serie di cartoni animati Canadese-Statunitense prodotta da Nelvana, Silver Lining Production, 9 Story Entertainment, Treehouse Original e Atomic Cartoons. La serie, basata sui libri della scrittrice Rosemary Wells, racconta le avventure del coniglietto Max e di sua sorella maggiore Ruby, focalizzandosi sulle relazioni tra fratelli. Dal 3 maggio 2002 fino al 24 agosto 2019, la serie fu trasmessa in Canada su Treehouse TV, mentre in Italia fu trasmesso da maggio 2004 su RaiSat Ragazzi, Rai Yoyo, Nick Jr. (nuovi episodi dal 2012)

## Trama
Max è un coniglietto giocherellone e briccone che combina guai ma alla fine risolve ogni problema. Ruby è la sorella di Max ed è sempre accanto a suo fratello per aiutarlo. I due coniglietti in ogni episodio trascorrono un'avventura.

## Episodi
| Stagione         | Episodi | Prima TV originale | Prima TV Italia |
| ---------------- | ------- | ------------------ | --------------- |
| Prima stagione   | 13      | 2002-2003          | 2004            |
| Seconda stagione | 13      | 2003-2004          | 2004            |
| Terza stagione   | 14      | 2007-2008          | 2008            |
| Quarta stagione  | 12      | 2009-2010          | 2012            |
| Quinta stagione  | 26      | 2011-2013          | 2012-2013       |
| Sesta stagione   | 26      | 2016-2018          | 2017-2018       |
| Settima stagione | 26      | 2018-2020          | 2019-2020       |

## Personaggi e doppiatori[7][8]
- Max: Ilaria Stagni
- Ruby: Ilaria Stagni
- Louise: Alessia Lionello
- Morris: Sara Labidi
- Nonna: Vanna Busoni
- Valerie: Eliana Lupo
- Winston: Maura Cenciarelli
- Lily: Monica Ward
- Prya: Beatrice Maruffa
- Papa e Mamma: Massimiliano Manfredi e Cristiana Lionello
- Signor Morbidelli: Gianluca Tusco
- Signora Morbidelli: Franca D'Amato
- Piccolo Leopoldo: Ilaria Stagni